# Ipsheim
Ipsheim er en købstad (markt) i den mittelfrankiske Landkreis Neustadt an der Aisch-Bad Windsheim i den tyske delstat Bayern.

## Geografi
Købstaden ligger i Naturparkerne Frankenhöhe og Steigerwald. Nabokommuner er (med uret, fra nord): Neustadt an der Aisch, Dietersheim, Markt Erlbach, Bad Windsheim og Sugenheim.

### Inddeling
Ud over Ipsheim ligger i kommunen landsbyerne:
| - Bühlberg - Eichelberg - Hoheneck | - Holzhausen - Kaubenheim - Mäusberg | - Mailheim - Nundorfermühle | - Oberndorf - Weimersheim |